# گذرگاه مرزی کوهک
گذرگاه مرزی کوهک (مرز کوهک-چدگی) یک گذرگاه مرزی بین ایران و پاکستان است. در شهرستان سراوان استان سیستان و بلوچستان قرار دارد.این گذرگاه مرزی در فاصله ۴۵۰ کیلومتر زاهدان مرکز استان و فاصله ۱۱۸ کیلومتری شهر سراوان واقع شده است.

## بازارچه مرزی
فعالیت تجاری بازارچهٔ مرزی کوهک از سال ۱۳۷۵ آغاز شده‌است. این بازارچه در 5 كیلومتری روستای كوهك از توابع بخش بم پشت سراوان در محدوده حصار كشی شده واقه شده است و از سال 1375 فعالیت تجاری خود را آغاز كرده است؛ همچنین در آن سوی مرز نیز پاكستان مبادرت به ساخت گمرك و تأسیسات مورد نیاز نموده است.
این بازارچه در محوطه ای حصار كشی شده به مساحت 10 هكتار ایجاد شده و از امكانات آب، برق و تلفن برخوردار است.در سال ۱۴۰۳ هم گذرگاه مرزی کوهک فعال شد.